# Collegio di Islwyn
Islwyn è stato un collegio elettorale gallese rappresentato alla Camera dei comuni del Parlamento del Regno Unito. Eleggeva un membro del parlamento con il sistema maggioritario a turno unico; il collegio è stato abolito in occasione della revisione periodica dei collegi nel 2024.

## Estensione
- 1983-2010: il  Borough di Islwyn.
- 2010-2024: le divisioni elettorali del County Borough di Caerphilly di Aberbargoed, Abercarn, Argoed, Blackwood, Cefn Fforest, Crosskeys, Crumlin, Maesycwmmer, Newbridge, Pengam, Penmaen, Pontllanfraith, Risca East, Risca West e Ynysddu.

## Membri del parlamento
| Elezione | Elezione    | Deputato         | Partito          |
| -------- | ----------- | ---------------- | ---------------- |
|          | 1983        | Neil Kinnock     | Laburista        |
|          | 1995 (S)    | Don Touhig       | Laburista Co-Op  |
| 2010     | Chris Evans |                  | Laburista Co-Op  |
|          | 2024        | Collegio abolito | Collegio abolito |

## Elezioni

### Elezioni negli anni 2010
| Partito                    | Partito                                      | Candidato                  | Risultati 12 dicembre 2019 | Risultati 12 dicembre 2019 |
| Partito                    | Partito                                      | Candidato                  | Voti                       | %                          |
| -------------------------- | -------------------------------------------- | -------------------------- | -------------------------- | -------------------------- |
|                            | Laburista Co-Op                              | Chris Evans                | 15 356                     | 44,70                      |
|                            | Conservatore                                 | Gavin Chambers             | 9 892                      | 28,80                      |
|                            | Brexit                                       | James Wells                | 4 834                      | 14,07                      |
|                            | Plaid Cymru                                  | Zoe Hammond                | 2 287                      | 6,66                       |
|                            | Lib Dem                                      | Jo Watkins                 | 1 313                      | 3,82                       |
|                            | Verdi                                        | Catherine Linstrum         | 669                        | 1,95                       |
|                            |                                              |                            |                            |                            |
| Iscritti                   | Iscritti                                     | Iscritti                   | 55 423                     | 100,00                     |
| ↳ Votanti (% su iscritti)  | ↳ Votanti (% su iscritti)                    | ↳ Votanti (% su iscritti)  | 34 351                     | 61,98                      |
| ↳ Astenuti (% su iscritti) | ↳ Astenuti (% su iscritti)                   | ↳ Astenuti (% su iscritti) | 21 072                     | 38,02                      |
|                            |                                              |                            |                            |                            |
|                            | Esito: collegio confermato a Laburista Co-Op |                            |                            |                            |

| Partito                    | Partito                                      | Candidato                  | Risultati 8 giugno 2017 | Risultati 8 giugno 2017 |
| Partito                    | Partito                                      | Candidato                  | Voti                    | %                       |
| -------------------------- | -------------------------------------------- | -------------------------- | ----------------------- | ----------------------- |
|                            | Laburista Co-Op                              | Chris Evans                | 21 238                  | 58,84                   |
|                            | Conservatore                                 | Dan Thomas                 | 9 826                   | 27,22                   |
|                            | Plaid Cymru                                  | Darren Jones               | 2 739                   | 7,59                    |
|                            | UKIP                                         | Joe Smyth                  | 1 605                   | 4,45                    |
|                            | Lib Dem                                      | Matthew Kidner             | 685                     | 1,90                    |
|                            |                                              |                            |                         |                         |
| Iscritti                   | Iscritti                                     | Iscritti                   | 56 219                  | 100,00                  |
| ↳ Votanti (% su iscritti)  | ↳ Votanti (% su iscritti)                    | ↳ Votanti (% su iscritti)  | 36 093                  | 64,20                   |
| ↳ Astenuti (% su iscritti) | ↳ Astenuti (% su iscritti)                   | ↳ Astenuti (% su iscritti) | 20 126                  | 35,80                   |
|                            |                                              |                            |                         |                         |
|                            | Esito: collegio confermato a Laburista Co-Op |                            |                         |                         |

| Partito                    | Partito                                      | Candidato                  | Risultati 7 maggio 2015 | Risultati 7 maggio 2015 |
| Partito                    | Partito                                      | Candidato                  | Voti                    | %                       |
| -------------------------- | -------------------------------------------- | -------------------------- | ----------------------- | ----------------------- |
|                            | Laburista Co-Op                              | Chris Evans                | 17 336                  | 49,01                   |
|                            | UKIP                                         | Joe Smyth                  | 6 932                   | 19,60                   |
|                            | Conservatore                                 | Laura Jones                | 5 366                   | 15,17                   |
|                            | Plaid Cymru                                  | Lyn Ackerman               | 3 794                   | 10,73                   |
|                            | Lib Dem                                      | Brendan D'Cruz             | 950                     | 2,69                    |
|                            | Verdi                                        | Peter Varley               | 659                     | 1,86                    |
|                            | Monster Raving Loony                         | Von Magpie Baron           | 213                     | 0,60                    |
|                            | TUSC                                         | Josh Rawcliffe             | 121                     | 0,34                    |
|                            |                                              |                            |                         |                         |
| Iscritti                   | Iscritti                                     | Iscritti                   | 55 661                  | 100,00                  |
| ↳ Votanti (% su iscritti)  | ↳ Votanti (% su iscritti)                    | ↳ Votanti (% su iscritti)  | 35 401                  | 63,60                   |
| ↳ Astenuti (% su iscritti) | ↳ Astenuti (% su iscritti)                   | ↳ Astenuti (% su iscritti) | 20 260                  | 36,40                   |
|                            |                                              |                            |                         |                         |
|                            | Esito: collegio confermato a Laburista Co-Op |                            |                         |                         |

| Partito                    | Partito                                      | Candidato                  | Risultati 6 maggio 2010 | Risultati 6 maggio 2010 |
| Partito                    | Partito                                      | Candidato                  | Voti                    | %                       |
| -------------------------- | -------------------------------------------- | -------------------------- | ----------------------- | ----------------------- |
|                            | Laburista Co-Op                              | Chris Evans                | 17 069                  | 49,20                   |
|                            | Conservatore                                 | Daniel Thomas              | 4 854                   | 13,99                   |
|                            | Plaid Cymru                                  | Steffan Lewis              | 4 518                   | 13,02                   |
|                            | Lib Dem                                      | Ashgar Ali                 | 3 597                   | 10,37                   |
|                            | Indipendente                                 | Dave Rees                  | 1 495                   | 4,31                    |
|                            | BNP                                          | John Voisey                | 1 320                   | 3,81                    |
|                            | UKIP                                         | Jason Crew                 | 936                     | 2,70                    |
|                            | Indipendente                                 | Paul Taylor                | 901                     | 2,60                    |
|                            |                                              |                            |                         |                         |
| Iscritti                   | Iscritti                                     | Iscritti                   | 54 802                  | 100,00                  |
| ↳ Votanti (% su iscritti)  | ↳ Votanti (% su iscritti)                    | ↳ Votanti (% su iscritti)  | 34 690                  | 63,30                   |
| ↳ Astenuti (% su iscritti) | ↳ Astenuti (% su iscritti)                   | ↳ Astenuti (% su iscritti) | 20 112                  | 36,70                   |
|                            |                                              |                            |                         |                         |
|                            | Esito: collegio confermato a Laburista Co-Op |                            |                         |                         |

### Elezioni negli anni 2000
| Partito                    | Partito                                      | Candidato                  | Risultati 5 maggio 2005 | Risultati 5 maggio 2005 |
| Partito                    | Partito                                      | Candidato                  | Voti                    | %                       |
| -------------------------- | -------------------------------------------- | -------------------------- | ----------------------- | ----------------------- |
|                            | Laburista Co-Op                              | Don Touhig                 | 19 687                  | 63,78                   |
|                            | Plaid Cymru                                  | Jim Criddle                | 3 947                   | 12,79                   |
|                            | Lib Dem                                      | Lee Dillon                 | 3 873                   | 12,55                   |
|                            | Conservatore                                 | Phillip Howells            | 3 358                   | 10,88                   |
|                            |                                              |                            |                         |                         |
| Iscritti                   | Iscritti                                     | Iscritti                   | 50 598                  | 100,00                  |
| ↳ Votanti (% su iscritti)  | ↳ Votanti (% su iscritti)                    | ↳ Votanti (% su iscritti)  | 30 865                  | 61,00                   |
| ↳ Astenuti (% su iscritti) | ↳ Astenuti (% su iscritti)                   | ↳ Astenuti (% su iscritti) | 19 733                  | 39,00                   |
|                            |                                              |                            |                         |                         |
|                            | Esito: collegio confermato a Laburista Co-Op |                            |                         |                         |

| Partito                    | Partito                                      | Candidato                  | Risultati 7 giugno 2001 | Risultati 7 giugno 2001 |
| Partito                    | Partito                                      | Candidato                  | Voti                    | %                       |
| -------------------------- | -------------------------------------------- | -------------------------- | ----------------------- | ----------------------- |
|                            | Laburista Co-Op                              | Don Touhig                 | 19 505                  | 61,55                   |
|                            | Lib Dem                                      | Kevin Etheridge            | 4 196                   | 13,24                   |
|                            | Plaid Cymru                                  | Leigh Thomas               | 3 767                   | 11,89                   |
|                            | Conservatore                                 | Phillip Howells            | 2 543                   | 8,02                    |
|                            | Indipendente                                 | Paul Taylor                | 1 263                   | 3,99                    |
|                            | Laburista Socialista                         | Mary Millington            | 417                     | 1,32                    |
|                            |                                              |                            |                         |                         |
| Iscritti                   | Iscritti                                     | Iscritti                   | 51 197                  | 100,00                  |
| ↳ Votanti (% su iscritti)  | ↳ Votanti (% su iscritti)                    | ↳ Votanti (% su iscritti)  | 31 691                  | 61,90                   |
| ↳ Astenuti (% su iscritti) | ↳ Astenuti (% su iscritti)                   | ↳ Astenuti (% su iscritti) | 19 506                  | 38,10                   |
|                            |                                              |                            |                         |                         |
|                            | Esito: collegio confermato a Laburista Co-Op |                            |                         |                         |

## Risultati dei referendum

### Referendum sulla permanenza del Regno Unito nell'Unione europea del 2016
|             | Collegio | Lasciare UE % | Rimanere in UE % |
| ----------- | -------- | ------------- | ---------------- |
|             | Islwyn   | 58,8%         | 41,2%            |
| Galles      | 52,5%    | 47,5%         |                  |
| Regno Unito | 51,9%    | 48,1%         |                  |